# Giza
Giza (tiếng Ả Rập: الجيزة Al J(Ǧ)īza) là thành phố lớn thứ ba ở Ai Cập. Nó nằm trên bờ phía tây của sông Nile, khoảng 20 km về phía tây nam của trung tâm Cairo. Cùng với Shubra El-Kheima, Cairo và Helwan, bốn thành phố hình thành vùng đô thị Cairo. Thành phố Giza là thủ đô của Governorate Giza, và nằm gần biên giới phía đông bắc của governorate này trong hệ tọa độ. Nó nằm ngay trên bờ của sông Nile. Dân số của thành phố là 2.681.863 người theo điều tra dân số năm 2006, trong khi governorate có 6.272.571 dân theo cuộc điều tra này. 
Giza là nổi tiếng nhất là vị trí của cao nguyên Giza: địa điểm của một số di tích cổ ấn tượng nhất trên thế giới, bao gồm một phức tạp của nhà xác hoàng gia Ai Cập cổ đại và cấu trúc thiêng liêng, bao gồm cả tượng Nhân sư vĩ đại, Kim tự tháp Giza, và một số kim tự tháp và đền thờ lớn khác.
Tham khảo tài liệu nào ?